# 針生一郎
針生 一郎（はりう　いちろう、1925年12月1日 - 2010年5月26日）は、日本の美術評論家、文芸評論家。和光大学名誉教授。映画プロデューサー針生宏は弟。

## 人物
宮城県仙台市生まれ。旧制第二高等学校卒業、東北大学文学部卒業。東京大学大学院で美学を学ぶ。
大学院在学中、岡本太郎、花田清輝、安部公房らの「夜の会」に参加。1953年、軍国少年だったことへの反省から日本共産党に入党したが、1961年、60年安保闘争時の時の共産党の指導方針を批判して除名される。
反権威的な美術評論・文芸評論で活躍、日本藝術院批判の急先鋒でもあった。1965年、赤瀬川原平の「千円札裁判」で特別弁護人となる。1970年の大阪万博に反対。第三世界にも目を向けた活動を行った。
1974年4月、朴正熙の独裁政権に反対するデモを起こした大学生らのうち180人が拘束される「民青学連事件」が発生。7月16日までに、金芝河ら14人に死刑、15人に無期懲役、日本人の太刀川正樹と早川嘉春を含む26人に懲役15年から20年の刑が科せられた。7月21日に金の死刑は無期懲役に減刑されるも、針生、金達寿、鶴見俊輔、李進熙ら4人は「金芝河氏ら全被告を釈放せよ」と抗議し、7月27日から30日にかけて数寄屋橋公園でハンガー・ストライキを行った。
新日本文学会の活動に積極的に参加し、2005年の会の解散時には議長の任にあたっていた。
国際美術展などのプランナーとしても活躍。ヴェネツィア・ビエンナーレ（1968年）、サンパウロ・ビエンナーレ（1977年、1979年）のコミッショナーを務め、2000年には、韓国で開催された光州ビエンナーレの特別展示「芸術と人権」で日本人として初めてキュレーターを務めた。2002年、自由な作品発表・批評の場として来場者による参加型のアートスポット「芸術キャバレー」（主催：JAALA海外交流部）を設立、戦争と芸術のテーマで連続講座を開催するなど積極的な活動を行う。
また、ドキュメンタリー映画『日本心中 - 針生一郎・日本を丸ごと抱え込んでしまった男』（大浦信行監督：2005年）へ出演し、話題となった。
多摩美術大学教授、和光大学教授、岡山県立大学大学院教授などを歴任。美術評論家連盟会長、原爆の図丸木美術館館長、金津創作の森館長なども務めた。
2010年5月26日、川崎市で急性心不全により逝去（享年84）。

## 職歴
- 多摩美術大学教授
- 和光大学教授
- 岡山県立大学大学院教授
- 金津創作の森館長

## 著書
- 芸術の前衛 弘文堂 1961
- われらのなかのコンミューン 現代芸術と大衆 晶文社 1964
- 現代美術のカルテ 現代書房 1965
- 針生一郎評論 第1-6 田畑書店 1969-1970
- 文化革命の方へ 芸術論集 朝日新聞社 1973
- 現代の絵画 23 今日の日本の絵画 平凡社 1977.8
- 戦後美術盛衰史 東京書籍 1979.3 (東書選書)
- 言葉と言葉ならざるもの 三一書房 1982.1
- わが愛憎の画家たち 平凡社選書 1983.2
- 修羅の画家 評伝阿部合成 岩波書店 1990.11 (同時代ライブラリー)

## 編著
- 現代絵画への招待 南北社 1960
- 現代美術と伝統 合同出版 1966
- われわれにとって万博とはなにか 田畑書店 1969
- 画集今井俊満 求龍堂 1975
- 阿部合成 三彩社 1976

## 翻訳
- リアリズム芸術の基礎 ジェルジ・ルカーチ 未来社 1954
- バルザックとフランス・リアリズム G.ルカーチ 男沢淳共訳 岩波書店 1955
- 現代の絵画 15 未来派の宣言 マウリツィオ・カルヴェージィ 岩倉翔子共訳 平凡社 1975
- ダダ 芸術と反芸術 ハンス・リヒター 美術出版社 1981.7
- ジョン・ハートフィールド フォトモンタージュとその時代 ヴィーラント・ヘルツフェルド 水声社 2005.1

## 映画出演
- 『日本心中 針生一郎・日本を丸ごと抱え込んでしまった男。』（2001年）監督：大浦信行
- 『17歳の風景——少年は何を見たのか』（2005年）監督:若松孝二